# 1954-es labdarúgó-világbajnokság (döntő)
Az 1954-es labdarúgó-világbajnokság döntőjére Bernben került sor 1954. július 4-én. A NSZK és Magyarország közötti mérkőzés 3–2-es nyugatnémet győzelemmel zárult, és a német futballtörténelembe „berni csoda” néven vonult be. Ez volt a magyar labdarúgó-válogatott 311. mérkőzése.
A magyar válogatott a mérkőzést megelőzően utoljára 1950. május 14-én kapott ki, Ausztriától.

## A mérkőzés

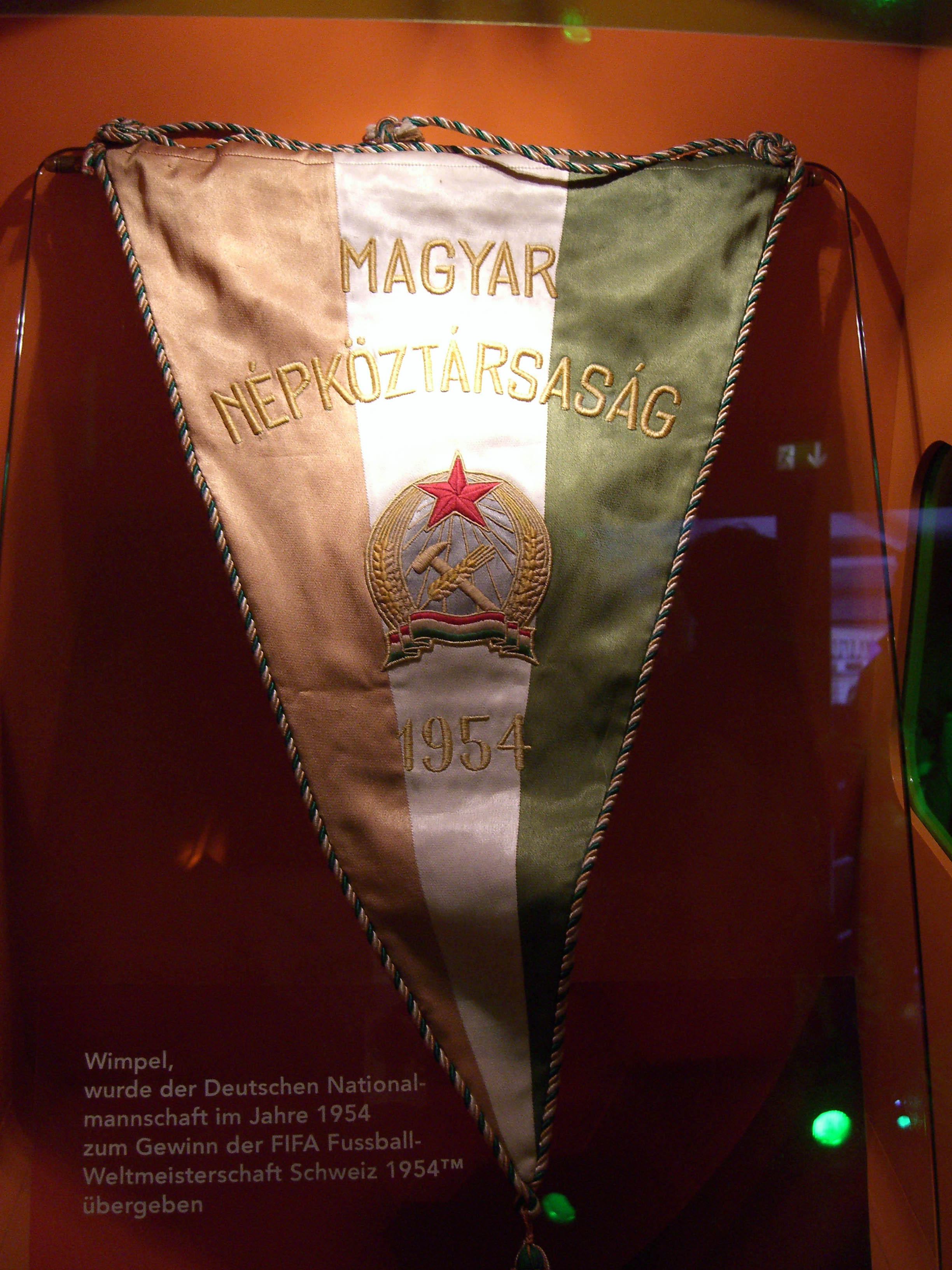
A magyar csapat zászlaja

A döntőre Bernben, a Wankdorfstadionban került sor és az ellenfél a csoportkörben korábban már legyőzött NSZK gárdája volt. A csapat szakvezetője, Sebes Gusztáv a döntő előtt némileg felforgatta a csatársort. Bár ennek oka máig nem tisztázódott, szerepet játszhatott benne, hogy az előző két mérkőzést kihagyó Puskás ismét játékra jelentkezett. Puskás beállítása is vitatéma a mai napig a szakemberek és a szurkolók körében, mivel többen is azon a véleményen vannak, hogy a legendás balösszekötő a mérkőzés előtt még nem volt teljesen egészséges. 
A magyar csapat összeállítása a következő volt: Grosics-Buzánszky, Lóránt, Lantos-Bozsik, Zakariás-Czibor, Kocsis, Hidegkuti, Puskás, Tóth M. Az eredetileg balszélső Czibor átkerült a csapatból kiszorult Budai II helyére a jobbszélre, az ő helyén kezdett Tóth. A német szövetségi kapitány, Sepp Herberger hat helyen változtatta meg csapatát a 8-3-as meccshez képest. Ezt a lépést azóta is Herberger cselének emlegetik (arra hivatkozva, hogy azon a mérkőzésen "pihentette" a sztárjait, mert így elkerülték a brazil csapatot).

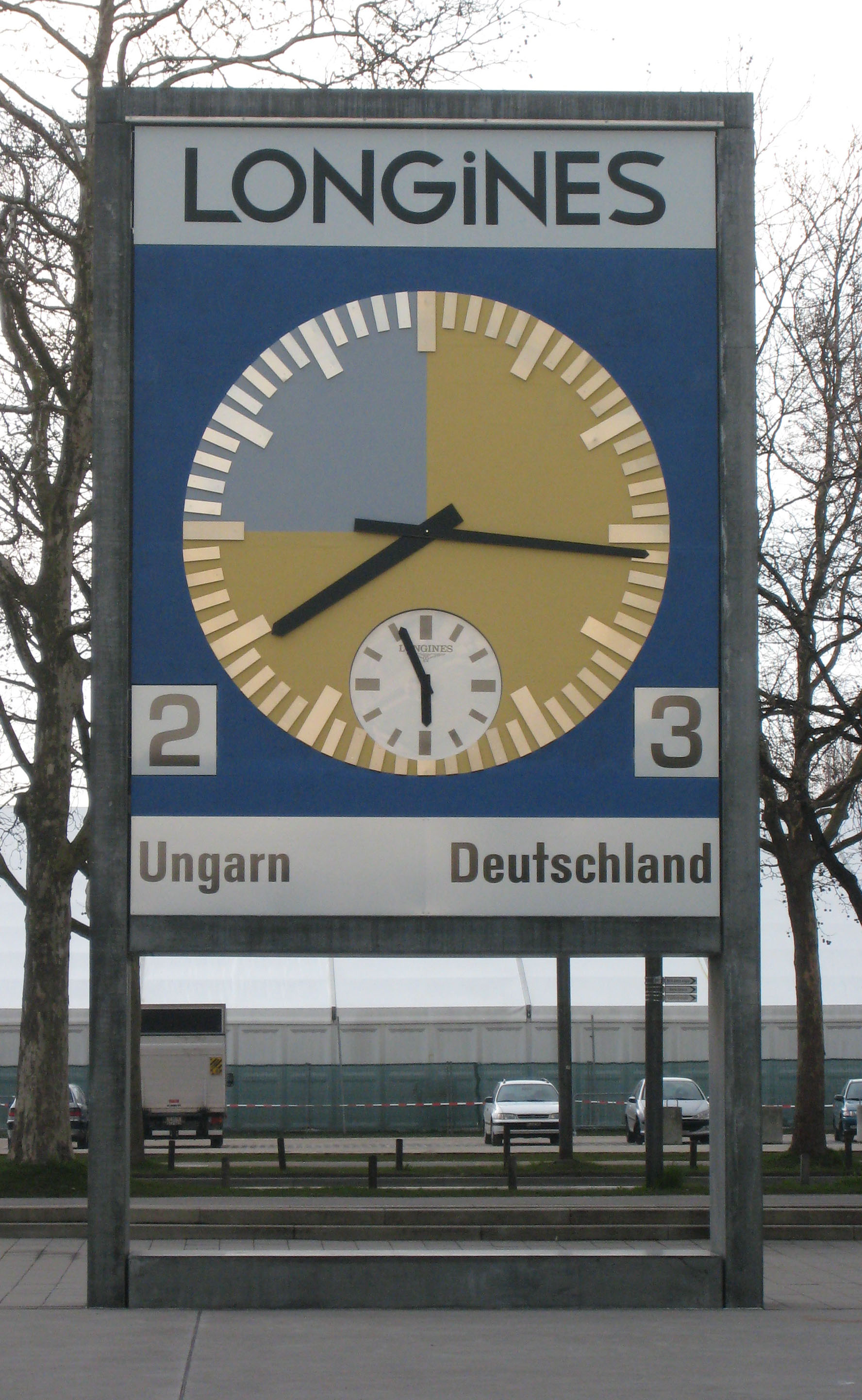
A stadion órája ma emlékműként áll a Stade de Suisse előtt

Bár a mérkőzés előtt esett az eső, a döntő mégis jól kezdődött a magyarok számára. Az esőtől felázott, mély talajon Puskás és Czibor korai góljával 8 perc alatt elhúztak 2–0-ra. A 19. percben mégis 2–2 állt az eredményjelzőn, Rahn és Morlock kiegyenlítették a mérkőzést. Ez maradt az állás a szünet után is, egészen a 84. percig, amikor Rahn csípett el egy átadást, majd a labdát a csúszós talajon a kissé késve elvetődő Grosics mellett a kapu jobb oldalába rúgta, így lett 3–2. Néhány perccel később ugyan Puskás lőtt egy gólt, ám azt Ling játékvezető les miatt nem adta meg (ez a döntése is viták tárgya mindmáig). A végeredmény 3–2 lett a nyugatnémetek javára.

## Futballtörténelmi érdekességek
- Magyarország csapata lett az első olyan válogatott, amely két világbajnoki döntőt is elvesztett.
- Az Aranycsapat  27 gólt szerzett a világbajnokság során, ami a mai napig rekord.
- Szintén a világbajnoki döntők mai napig élő rekordjai közé tartozik, hogy az NSZK csapata kétgólos hátrányból fordította meg a mérkőzést.
- A vereség után – a kommunista hatalomátvétel óta először – spontán  tüntetés kezdődött Budapesten, a dühös szurkolók kirakatokat törtek be. A három napon keresztül tartó zavargásokat az ÁVH végül elfojtotta.[2][3]
- A győzelem visszaadta a németeknek a második világháború miatt elvesztett önbecsülésüket. [4]
- A berni csoda igaz története (németül Das Wunder von Bern – Die wahre Geschichte) címmel 2004-ben Németországban dokumentumfilm készült a mérkőzésről.[5] Ezután kiderült, hogy a nyugatnémet csapat több tagja is – akkor még legálisan – metamfetamint kapott a döntő előtt.[6]

## Út a döntőig

### Eredmények
| Csapat       | M | Gy | D | V | G+ | G– | Gk  | P |
| ------------ | - | -- | - | - | -- | -- | --- | - |
| Magyarország | 2 | 2  | 0 | 0 | 17 | 3  | +14 | 4 |
| NSZK         | 2 | 1  | 0 | 1 | 7  | 9  | –2  | 2 |
| Törökország  | 2 | 1  | 0 | 1 | 8  | 4  | +4  | 2 |
| Dél-Korea    | 2 | 0  | 0 | 2 | 0  | 16 | –16 | 0 |

| Csapat       | M | Gy | D | V | G+ | G– | Gk  | P |
| ------------ | - | -- | - | - | -- | -- | --- | - |
| Magyarország | 2 | 2  | 0 | 0 | 17 | 3  | +14 | 4 |
| NSZK         | 2 | 1  | 0 | 1 | 7  | 9  | –2  | 2 |
| Törökország  | 2 | 1  | 0 | 1 | 8  | 4  | +4  | 2 |
| Dél-Korea    | 2 | 0  | 0 | 2 | 0  | 16 | –16 | 0 |

## Az összeállítások
| 1954. július 4. 17:00 (CET) |

| NSZK                      | 3–2               | Magyarország        |
| ------------------------- | ----------------- | ------------------- |
| Morlock 10' Rahn 18', 84' | (2–2) Jegyzőkönyv | Puskás 6' Czibor 8' |

| Wankdorfstadion, Bern Nézőszám: 62 500 Játékvezető: William Ling (angol) |

| Csapatszínek | Csapatszínek | Csapatszínek |
| Csapatszínek |              |              |
| Csapatszínek |              |              |
|              |              |              |
| NSZK         |              |              |

| Csapatszínek | Csapatszínek | Csapatszínek |
| Csapatszínek |              |              |
| Csapatszínek |              |              |
|              |              |              |
| Magyarország |              |              |

| NSZK:                |    |                  |
|                      |    |                  |
| GK                   | 1  | Toni Turek       |
| DF                   | 7  | Josef Posipal    |
| DF                   | 10 | Werner Liebrich  |
| DF                   | 3  | Werner Kohlmeyer |
| MF                   | 6  | Horst Eckel      |
| MF                   | 8  | Karl Mai         |
| FW                   | 12 | Helmut Rahn      |
| FW                   | 13 | Max Morlock      |
| FW                   | 15 | Ottmar Walter    |
| FW                   | 16 | Fritz Walter     |
| FW                   | 20 | Hans Schäfer     |
| Szövetségi kapitány: |    |                  |
| Sepp Herberger       |    |                  |

| MAGYARORSZÁG:        |    |                  |
|                      |    |                  |
| GK                   | 1  | Grosics Gyula    |
| DF                   | 2  | Buzánszky Jenő   |
| DF                   | 3  | Lóránt Gyula     |
| DF                   | 4  | Lantos Mihály    |
| MF                   | 5  | Bozsik József    |
| MF                   | 6  | Zakariás József  |
| FW                   | 11 | Czibor Zoltán    |
| FW                   | 8  | Kocsis Sándor    |
| FW                   | 9  | Hidegkuti Nándor |
| FW                   | 10 | Puskás Ferenc    |
| FW                   | 20 | Tóth Mihály      |
| Szövetségi kapitány: |    |                  |
| Sebes Gusztáv        |    |                  |

| Partbírók: Vincenzo Orlandini (olasz) Mervyn Griffiths (walesi) |

| Az 1954-es labdarúgó-világbajnokság győztese |
| -------------------------------------------- |
| NSZK 1. cím                                  |

## Vitatott esetek

### Játékvezetői ítéletek
A döntőt követően az angol játékvezető, William Ling több döntését is kritika érte.
Németország második góljánál Grosics a levegőben próbálta tisztázni Fritz Walter szögletét, de a hatoson belül összeütközött Schäferrel. Ennek következtében a labda Rahnhoz került, aki értékesítette. Ha Ling szabálytalanságot fújt volna Grosics ellen, a gól érvénytelen lett volna.
Magyarország harmadik gólját les miatt érvenytelenítette a játékvezető. A nézők beszámolói eltérnek abban a kérdésben, hogy Puskás leshelyzetben volt-e. A hivatalos televíziós felvételek nem egyértelműek, mivel nem mutatják Puskás helyzetét a labda átadásának pillanatában. A magyar játékosok azt állították, hogy Ling először meg akarta adni a gólt, de a walesi vonalbíróval, Benjamin Griffiths-szel való beszélgetés után végül is lest ítélt.

### Doppingvádak
Közvetlenül a mérkőzés után olyan pletykák láttak napvilágot, hogy a német csapat teljesítményfokozó szereket használt. A csapat több tagja sárgaságban megbetegedett, feltehetően egy szennyezett tűtől. A csapat tagjai később azt állították, hogy glükózt adtak be nekik, Franz Loogen csapatorvos pedig 2004-ben azt mondta, hogy a játékosok csak C-vitamint kaptak a mérkőzés előtt.
A Lipcsei Egyetem által 2010-ben végzett tanulmány egyik társszerzője feltételezte, hogy a német játékosok tudtukon kívül pervitint (metamfetamin) – a második világháborúban a katonáknak adott stimuláns – kaphattak. 1954-ben azonban nem volt illegális a doppingolás, a FIFA csak 1966-ban vezette be a doppingellenőrzést.